# Born Sandy Devotional
Albums de The Triffids
Love In Bright Landscapes
(1986) In the Pines
(1986)
Born Sandy Devotional est un album de The Triffids, sorti en 1986.

## L'album
Deuxième album des Triffids, il atteint la 37e place des charts australiens ainsi que la 18e de ceux suédois.
En 2006, la version remastérisé de l'album atteint la 39e place des charts en Belgique.
Il est placé à la 5e place des 100 Best Australian Albums (octobre 2010).

### Titres
Tous les titres sont de David McComb, sauf mentions.
1. The Seabirds - 3:20
2. Estuary Bed - 4:49
3. Chicken Killer - 3:51
4. Tarrilup Bridge - 3:21
5. Lonely Stretch - 5:02
6. Wide Open Road - 4:08
7. Life of Crime - 4:24
8. Personal Things - 2:57
9. Stolen Property - 6:47
10. Tender Is the Night (The Long Fidelity) - 3:53

### Musiciens
- David McComb : voix, guitare, claviers
- Graham Lee : guitare acoustique et électrique
- Martyn P. Casey : basse
- Jill Birt : claviers, voix
- Robert McComb : guitare, violon, chœurs
- Alsy MacDonald : batterie, chœurs
- Sally Collins, Fay Brown : chœurs
- Adam Peters : violoncelle, claviers, piano
- Chris Abrahams : piano, vibraphone
- Lesley Wynne : violon